# Home Before Dark (serie televisiva)
Home Before Dark è una serie televisiva statunitense creata da Dana Fox e Dara Resnik e prodotta e distribuita sulla piattaforma di streaming Apple TV+.
La serie è ispirata alla vita della giovane giornalista Hilde Lysiak e vede come protagonisti Brooklynn Prince, Jim Sturgess, Abby Miller, Louis Herthum, Michael Weston, Kiefer O'Reilly, Kylie Rogers, Aziza Scott, Adrian Hough, Joelle Carter, Jibrail Nantambu e Deric McCabe. È stata presentata in anteprima il 3 aprile 2020. Apple ha rinnovato la serie per una seconda stagione prima della messa in onda della prima stagione. La seconda stagione è stata presentata in anteprima l'11 giugno 2021.

## Trama
Una bambina di 9 anni si trasferisce insieme alla famiglia nella città che il padre si era lasciato alle spalle. Qui la sua ostinata ricerca della verità la porta a dissotterrare un caso chiuso che tutti in città hanno fatto di tutto per nascondere.

## Episodi
| Stagione         | Episodi | Pubblicazione USA | Pubblicazione Italia |
| ---------------- | ------- | ----------------- | -------------------- |
| Prima stagione   | 10      | 2020              | 2020                 |
| Seconda stagione | 10      | 2021              | 2021                 |

## Personaggi e interpreti

### Personaggi principali
- Matthew "Matt" Lisko (stagioni 1-in corso), interpretato da Jim Sturgess, doppiato da Daniele Giuliani.
Marito di Bridget e padre di Hilde e Izzy. Ha lasciato il suo paese natale per trasferirsi a New York e dedicarsi alla sua passione, il giornalismo investigativo. La sua dedizione lo ha portato a perdere il lavoro ed è tornato nel paese d'infanzia. Qui deve fare i conti con un difficile passato, che ha nascosto alla sua famiglia, con il padre malato di demenza e una figlia intraprendente.
- Hilde Lisko (stagioni 1-in corso), interpretata da Brooklynn Prince, doppiata da Francesca Mancin.
Figlia di Matthew e Bridget. Suo padre le ha passato la passione per il giornalismo investigativo, la sua curiosità innata e il voler scoprire la verità a tutti i costi la porteranno ad investigare su una persona scomparsa parecchi anni prima.
- Bridget Jensen (stagioni 1-in corso), interpretata da Abby Miller, doppiata da Eleonora Reti.
- Izzy Lisko (stagioni 1-in corso), interpretata da Kylie Rogers, doppiata da Luna Iansante.
- Frank Briggs Jr. (stagioni 1-in corso), interpretato da Michael Weston, doppiato da Andrea Lavagnino.
- Kim Collins (stagioni 1-in corso), interpretata da Joelle Carter, doppiata da Francesca Manicone.
- Mackenzie "Trip" Johnson (stagioni 1-in corso), interpretata da Aziza Scott, doppiata da Mattea Serpelloni.
- Frank Briggs Sr. (stagioni 1-in corso), interpretato da Louis Herthum, doppiato da Luca Biagini.
- Sindaco Jack Fife (stagioni 1-in corso), interpretato da Adrian Hough, doppiato da Ambrogio Colombo.
- Donny Davis (stagioni 1-in corso), interpretato da Jibrail Nantambu, doppiato da Valeriano Corini.
- Wesley "Spoon" Witherspoon (stagioni 1-in corso), interpretato da Deric McCabe, doppiato Arturo Sorino.
- Ethan (stagioni 1-in corso), interpretato da Rio Mangini, doppiato da Tito Marteddu.

## Produzione
La serie è basata sulla vita della giovane giornalista Hilde Lysiak.
La serie è stata rinnovata per la seconda stagione.

## Distribuzione
È stata pubblicata su Apple TV+ a partire dal 3 aprile 2020.

### Edizione italiana
La direzione del doppiaggio è di Metello Mori e i dialoghi italiani sono curati da Loredana Mauro per conto della Dubbing Brothers Int. Italia che si è occupata anche della sonorizzazione.